# Unión Foral del País Vasco
Unión Foral del País Vasco (UFV) fue una coalición formada en el País Vasco para concurrir a las elecciones generales españolas de marzo de 1979, integrada por los partidos que conformaban Coalición Democrática (de Manuel Fraga, José María de Areilza y Alfonso Osorio), así como Demócratas Independientes Vascos (demócratacristianos), independientes como Luis Olarra, entonces senador por designación real, y Pedro Morales Moya, exdiputado de UCD por Álava, y algunos sectores del tradicionalismo vasco no ultraderechista. Era el equivalente en el País Vasco de Coalición Democrática. Aunque mantuvo conversaciones con la UCD para conseguir algún tipo de pacto, no fructificaron.
Los cabezas de lista fueron Pedro Morales Moya por Álava, Manuel Escudero Rueda por Guipúzcoa y Luis Olarra por Vizcaya. Obtuvo 34 108 votos (el 3,42 %), de ellos 7205 (6,28 %) en Álava (circunscripción en la que fue la quinta fuerza política), 23 484 (4,24 %) en Vizcaya y 3419 (1,04 %) en Guipúzcoa.
En las municipales celebradas ese mismo año, UFV apenas logró presentar cuatro candidaturas, en Álava, sin conseguir representación. Modesto Carriegas, el número dos de la candidatura por Vizcaya en las generales, fue asesinado por ETA en Baracaldo el 13 de septiembre de 1979. En el referéndum de aprobación del estatuto de autonomía del País Vasco celebrado el 25 de octubre de 1979, propugnaron el «no».
A pesar de no conseguir representación, sirvió para agrupar las fuerzas de la derecha españolista en el País Vasco. Sus miembros se integraron en Coalición Popular, y posteriormente, en el Partido Popular.